# 托马什·罗利内克
托马什·罗利内克（捷克語：Tomáš Rolinek，1980年2月17日—），捷克男子冰球运动员，场上位置是前锋。他曾代表捷克国家队参加2010年冬季奥林匹克运动会冰球比赛，获得第七名。